# Бугославская, Ольга Витальевна
Ольга Витальевна Бугославская (род. 25 февраля 1974, Москва, СССР) — литературный критик, журналист, литератор.

## Биография
Родилась в Москве 25 февраля 1974 года.
Окончила филологический факультет МГУ им. Ломоносова.
Кандидат филологических наук, автор многочисленных публикаций в журналах «Знамя», «Октябрь», «Нева», «Дружба народов», «Лиterraтура», на портале «Textura» и др.
В 1998 году работала в компании BNP-Dresdner Bank Moscow. С 1998 по 2011  - в компании Banque Societe Generale Vostok Moscow.

## Премии и награды
- 2011 год — Лауреат премии журнала «Знамя» за статьи, эссе и рецензии.